# عزيز (إله)

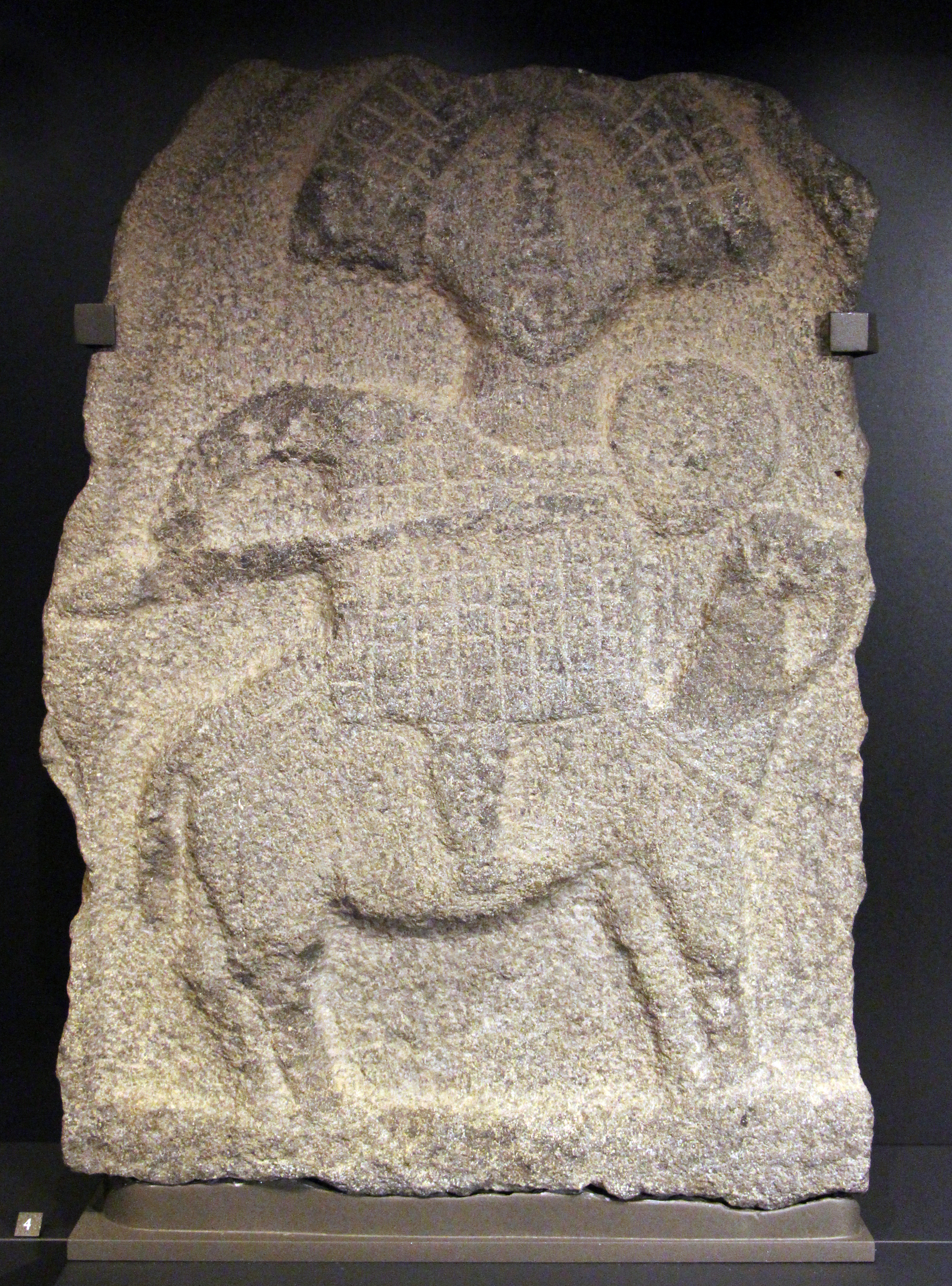

كان الإله عزيز أو عزّو (باللفظ اليوناني :azizos) في الأساطير العربية هو إله نجمة الصبح التدمري، حيث يرمز لكوكب الزهرة والذي يسمى نجمة الصباح و المساء، وتُعرف لدى البعض حالياً باسم نجمة الراعي، وتُشاهد عند الغروب في جهة الغرب متلألئة في السماء.
كثيراً ما كان يُرسم ممتطياً ظهر الجمل برفقة أخيه التوأم أرصو، كان عزيز إلهاً مقدساً ومعبوداً في سوريا التاريخية إلى جانب الإله منعم ("Monimos" باللفظ اليوناني).

## اقرأ أيضاً
- تدمر